# Stanisław Biedugnis
Stanisław Biedugnis (ur. 1947) – polski inżynier, profesor nauk technicznych. Specjalizuje się w inżynierii bezpieczeństwa cywilnego, ryzyku i bezpieczeństwie w inżynierii środowiska oraz wodociągach i kanalizacjach. Nauczyciel akademicki Wydziału Instalacji Budowlanych, Hydrotechniki i Inżynierii Środowiska Politechniki Warszawskiej (od 1978) oraz Szkoły Głównej Służby Pożarniczej (od 2001).

## Życiorys
Studia na Politechnice Warszawskiej ukończył w 1972. Tytuł naukowy profesora nauk technicznych został mu nadany w 1996 roku. Zajmuje stanowisko profesora zwyczajnego w Zakładzie Zaopatrzenia w Wodę i Odprowadzania Ścieków Wydziału Instalacji Budowlanych, Hydrotechniki i Inżynierii Środowiska Politechniki Warszawskiej oraz profesora zwyczajnego w Katedrze Inżynierii Bezpieczeństwa Szkoły Głównej Służby Pożarniczej.
Na Politechnice prowadzi zajęcia m.in. z metod numerycznych oraz optymalizacji systemów wod-kan i ciepłowniczych. Jest członkiem szeregu krajowych i międzynarodowych towarzystw naukowych i technicznych, m.in. polskiej sekcji European Association of Environment and Resource Economist (od 1994) oraz Komitetu Inżynierii Środowiska PAN. Jest też członkiem rady naukowej czasopisma „Foundations of Civil and Environmental Engineering” (od 2009).

## Wybrane publikacje
- Symulacja gospodarki wodno-ściekowej na terenach zurbanizowanych dla długich przedziałów czasowych, Wydawnictwa PW 1988
- Wspomagane komputerowo projektowanie sieci kanalizacyjnych, Wydawnictwa PW 1990
- Optymalizacja gospodarki odpadami (współautor: J.Cholewiński), PWN 1992
- Metody optymalizacyjne w wodociągach i kanalizacji (współautor: R.Miłaszewski), PWN 1993
- Wspomagane komputerowo projektowanie sieci wodociągowych, Oficyna Wydawnicza PW 1994
- Metody informatyczne w wodociągach i kanalizacji, Oficyna Wydawnicza Politechniki Warszawskiej 1996
- Badania symulacyjne i baza danych w zakresie optymalizacji i zarządzania gospodarką odpadami komunalnymi w skali mikro i makroregionalnej (współautorzy: M.Smolarkiewicz, P.Podwójci), Instytut Podstawowych Problemów Techniki PAN 2002
- Optymalizacja gospodarką odpadami komunalnymi w skali mikro i makroregionalnej (współautorzy: M.Smolarkiewicz, P.Podwójci), IPPT PAN 2003
- ponadto rozdziały w książkach i artykuły, które publikował m.in. w takich czasopismach jak: "Rocznik Ochrona Środowiska", "Annual Set The Environment Protection", "Polish Journal of Environmental Studies", "Water Engineering and Management" oraz "Gaz, Woda i Technika Sanitarna"[6][7]